# Oake
Oake – wieś w Anglii, w hrabstwie Somerset, w dystrykcie (unitary authority) Somerset. Leży 65 km na południowy zachód od miasta Bristol i 222 km na zachód od Londynu. W 2002 miejscowość liczyła 695 mieszkańców.